# Arnold Ljungdal
Arnold Gottfrid Ljungdal, född 2 augusti 1901 i Holms församling, Älvsborgs län, död 13 juli 1968 i Kungsholms församling, Stockholms län, var en svensk författare, översättare, filosof, bibliotekarie och politiker (socialdemokrat).

## Biografi

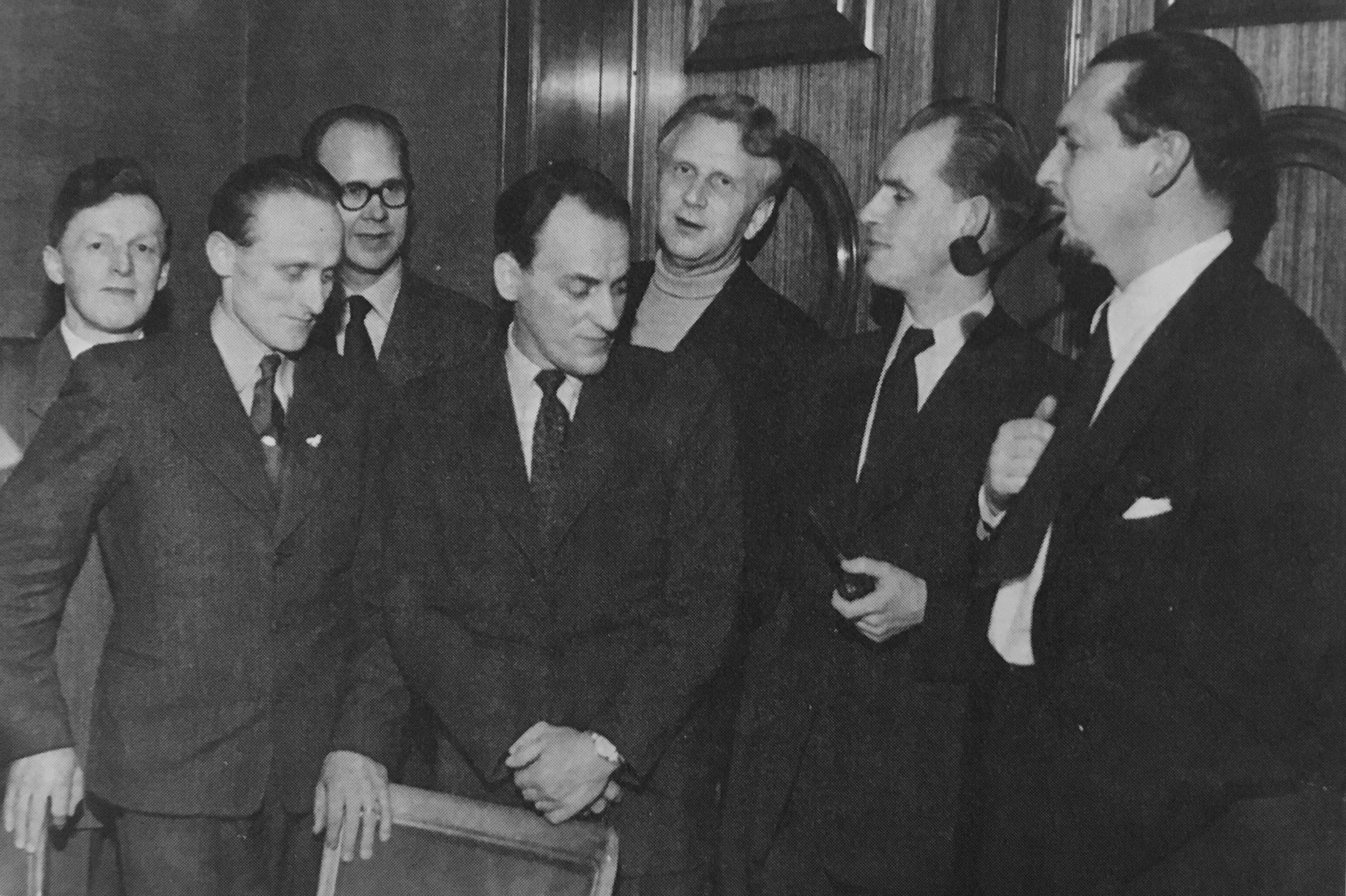
Pristagarna och jurymedlemmarna i förlaget Arbetarkulturs romanpristävling, 1953. Från vänster: Harald Hansson, Fred Eriksson, Karl Vennberg, Ernst Lindholm, Ljungdal, Bengt Gunnäs och Per-Olov Zennström.

Ljungdal föddes i Mellerud och växte upp i Göteborg, där han tog studentexamen 1920. Han blev fil. kand. 1922 och fil. lic. 1926 vid Lunds universitet, och arbetade därefter som assistent 1932–1938 och andre bibliotekarie 1938–66 vid Stockholms stadsbibliotek.
I poesidebuten Till den nya tiden (1926) etablerar sig Ljungdal som agitationsdiktare. Uppföljaren Fanorna (1928) visar prov på formmässig förnyelse i modernistisk riktning, med inspiration från Vilhelm Ekelund och Elmer Diktonius. Utöver socialistiskt inspirerade kampdikter kom Ljungdal att arbeta med bibliska teman och stadsskildringar, exempelvis i I folkton 1934 (1934) och i diktsviten ”Nattvandring”, publicerad i urvalsvolymen Lyriskt bokslut (1945). Som romanförfattare debuterade Ljungdal 1941 med Farväl till Don Juan, en realistisk och delvis självbiografiskt inspirerad arbetsmiljöskildring, som bland annat har jämförts med Josef Kjellgrens Människor kring en bro (1935).
Under studietiden grundade Ljungdal, tillsammans med Hannes Sköld, Svenska Clartéförbundets avdelning i Lund 1922. Han var sedan redaktör för dess tidskrift Clarté 1924–25, styrelseledamot och vice ordförande i Clartéförbundet 1932–1935 samt ordförande 1944–1947. Ljungdal var även vice ordförande i Sveriges Författareförening 1940–1948, redaktör för tidskriften Kulturfront 1943–1944 och ordförande i Föreningen för förbindelser med Tyska demokratiska republiken 1956–1968.
Som översättare har han bland annat översatt lyrik av Friedrich Hölderlin, Rainer Maria Rilke och Bertolt Brecht till svenska.

### Privatliv
Arnold Ljungdal var son till grosshandlaren Gottfrid Ljungdal och Anna, född Andersson. Han gifte sig 1929 med författaren Ingeborg Björklund; de skilde sig 1932. Han var därefter gift med arkitekten Gun Sjödin från 1937. Ljungdal är gravsatt i S:t Görans kolumbarium i Stockholm.

### Översättningar
- Karl Marx, Lönarbete och kapital (Lohnarbeit und Kapital) (Stockholm: Fram, 1927)
- Walter Schönstedt, Skjuten vid flyktförsök: en SA-roman (Auf der Flucht erschossen: ein SA-Roman) (Stockholm: Clarté, 1934)
- Rainer Maria Rilke, Duinoelegier (Duineser Elegien) (Stockholm: Norstedts, 1951)
- Bertolt Brecht, Dikter 1918–1956, red. och övers. (Stockholm: Bonniers, 1964)

## Priser och utmärkelser
- 1937 – Sigtunastitelsens författarstipendium (tillsammans med Hans Botwid och Bertil Malmberg)
- 1946 – Sigtunastiftelsens författarstipendium (tillsammans med Sven Rosendahl)
- 1951 – Boklotteriets stipendiat
- 1957 – Boklotteriets stipendiat
- 1963 – Boklotteriets stipendiat